# 53-я армия (СССР)
53-я армия (53 А) — оперативное войсковое объединение (общевойсковая армия) в составе Рабоче-крестьянской Красной Армии СССР во время Великой Отечественной войны.

## 1-е формирование
Сформирована в августе 1941 года в Среднеазиатском военном округе, где и дислоцировалась до своего расформирования в ноябре 1941 года. Перед армией была поставлена задача охранять государственную границу СССР с Афганистаном. Принимала непосредственное участие в Иранской операции (Иранском походе), в частности, взяв город Хамадан.

## 2-е формирование
Вторично сформирована 1 мая 1942 года на основании директивы Ставки ВГК от 26 апреля 1942 года на Северо-Западном фронте на базе южной группы войск 34-й армии.

## Участие в военных действиях
В составе фронта до марта 1943 года принимала участие в боевых действиях против 16-й немецкой армии, удерживавшей Демянский плацдарм. С ликвидацией плацдарма полевое управление 53-й армии 22 марта было выведено в резерв Ставки Верховного Главнокомандования.
10 апреля армия была включена в Резервный фронт (с 15 апреля — Степной военный округ, с 9 июля — Степной фронт), получив новые соединения. Армия принимала участие в Курской битве. К 16 июля армия заняла рубеж Подольхи, Большие Подъяруги (в 55 км северо-восточнее Белгорода), с которого 19 июля перешла в наступление и, взаимодействуя с другими армиями Воронежского и Степного фронтов, нанесла поражение противнику.
С августа по сентябрь армия принимала участие в Белгородско-Харьковской стратегической операции и в Полтавско-Кременчугской операции по освобождению Левобережной Украины. Продвинувшись более чем на 200 км, во взаимодействии с другими армиями освободила города Харьков (23 августа) и Полтава (23 сентября).
16 августа 1943 года при освобождении Харькова от немецкой оккупации командующий Степным фронтом И. С. Конев поставил задачу 53-й армии, должной сосредоточить плотность артогня «150-170 орудий на 1 км фронта», и Пятой гвардейской танковой армии, находившимся в тот момент в Дергачёвском районе, окружить немецкую Харьковскую группировку с юго-запада: ударом через Дергачёвский лес-Пересечную-Коротич на Покотиловку соединиться с наступавшей с северо-востока из района Кутузовки через Кулиничи-Основу-Жихарь 7-й гвардейской армией и с наступавшей с востока c ХТЗ через Хролы-Безлюдовку-Хорошево 57-й армией в районе Высокий-Карачёвка-Бабаи, замкнув кольцо окружения. Данная задача окружения до 30 августа не была выполнена:
К 5 октября 53-я армия вышла к Днепру, форсировав который, захватила плацдарм юго-восточнее Кременчуга, за удержание и расширение которого до середины ноября вела ожесточённые бои. С ноября по декабрь 53-я армия в составе войск 2-го Украинского фронта вела наступление на кировоградском направлении, к 24 декабря выйдя на рубеж Красноселье, Знаменка, на котором была остановлена подошедшими резервами противника. 5 января 1944 года 53-я армия, возобновив наступление, во взаимодействии с другими армиями фронта разгромила кировоградскую группировку противника.
С конца января по первую половину февраля армия принимала участие в Корсунь-Шевченковской операции, во время которой наступала в направлении Буртки, Тишковка, Златополь, при этом отразив сильные контрудары противника. В Уманско-Ботошанской операции армия освободила 29 марта город Балта, 31 марта — Котовск, а также десятки других населённых пунктов. К концу операции вышла к Днестру в районе города Дубоссары, захватив плацдарм на правом берегу реки.
К началу Ясско-Кишинёвской операции 53-я армия, имея в своём составе шесть дивизий, артиллерийские, инженерные и другие части и находясь во втором эшелоне, предназначалась для развития успеха на фокшанском направлении. После ввода в бой армия развивала наступление, 31 августа вступив в Бухарест. К концу сентября армия достигла румыно-венгерской границы северо-западнее и западнее города Арад. В ходе Дебреценской операции армия действовала на направлении главного удара фронта. Наряду с 1-й гвардейской конно-механизированной группой прорвала оборону противника, продвинувшись до 100 км в глубину и выйдя к реке Тиса в районе города Польгара. В ходе Будапештской операции армия с 7 по 10 ноября 1944 года форсировала реку Тиса севернее города Абадсалок, развив наступление, силами 110-й гвардейской стрелковой дивизии во взаимодействии с 3-й гвардейской воздушно-десантной дивизией (27-я армия) 30 ноября овладела городом Эгер. Затем вела наступление на Сечень и Лученец. К концу февраля 1945 года армия, выйдя к реке Грон на участке Зволен, Теков, перешла к обороне. С 10 по 25 марта 1945 года армия участвовала в Банска-Быстрицкой операции, в ходе которой форсировала реку Грон.
В ходе Братиславско-Брновской операции армия наступала в составе ударной группировки фронта, соединения и части армии в первый день операции форсировали реку Грон, освободив 28 марта город Врабле, 30 марта — Нитра, 1 апреля — Глоговец, 13 апреля — Годонин, наряду с 6-й гвардейской танковой армией и 1-й гвардейской конно-механизированной группой 53-я армия 26 апреля освободила город Брно. Последней операцией Великой Отечественной войны для 53-й армии стала Пражская операция.
С июня по июль 1945 года армия была передислоцирована на территорию Монголии в район города Чойбалсан. В начале августа армия была включена в Забайкальский фронт. Во время советско-японской войны принимала участие в Хингано-Мугденской операции, в ходе которой при преодолении Большого Хингана действовала во втором эшелоне фронта. Затем была введена в разрыв между 17-й и 6-й гвардейской танковой армиями и наступала навстречу 1-му Дальневосточному фронту.
После завершения боевых действий армию передали в состав Забайкальско-Амурского военного округа, где часть её войск была расформирована, а часть убыла в Восточно-Сибирский военный округ. В декабре 1945 года 53-я армия расформирована.

## Командование
Командующие
- генерал-майор Трофименко С. Г. (апрель — октябрь 1941 года);
- генерал-майор Ксенофонтов А. С. (апрель — октябрь 1942 года);
- генерал-майор Коротков Г. П. (октябрь 1942 — январь 1943 года);
- генерал-майор Журавлёв Е. П. (январь — март 1943 года);
- генерал-лейтенант Манагаров И. М. (март — декабрь 1943 года);
- генерал-майор Тарасов Г. Ф. (декабрь 1943 — январь 1944 года);
- генерал-лейтенант Галанин И. В. (январь — февраль 1944 года);
- генерал-лейтенант (с 29 мая 1945 года — генерал-полковник) Манагаров И. М. (март 1944 года — декабрь 1945 года).

Члены Военного совета
- полковой комиссар Шмелёв А. И. (май 1942 года);
- батальонный комиссар Иванов (май 1942 года);
- дивизионный комиссар (с декабря 1942 года генерал-майор, с 13 сентября 1944 года генерал-лейтенант) Горохов П. И. (май 1942 года — до конца войны).

Начальники штаба
- генерал-майор Деревянко К. Н. (май 1942 — декабрь 1943 года);
- генерал-майор Карпухин В. Д. (декабрь 1943 — февраль 1944 года);
- генерал-майор Воробьёв И. И. (февраль — май 1944 года);
- генерал-майор Яковлев А. Е. (май 1944 года — октябрь 1945)[6].

Командующий бронетанковыми и механизированными войсками
- генерал-майор танковых войск Супян, Борис Давидович (1943—1945)

Командующие артиллерией
- генерал-майор Сёмин М. Ф. (июнь 1945 года — до конца войны).

## Состав

### На1 мая1942 года
22-я гвардейская, 23, 130, 166, 235, 241, 250-я стрелковые дивизии, две стрелковые бригады, 10 лыжных батальонов, артиллерийские, инженерные и авиационные части.

### На1 июля1943 года
28-я гвардейская, 84, 116, 214, 233, 252, 299-я стрелковые дивизии, два танковых полка (34 ОТП), ряд артиллерийских, инженерных и других соединений и частей.

### На начало августа1945 года
18-й гвардейский, 49-й, 57-й стрелковые корпуса, ряд артиллерийских, инженерных и других соединений и частей.

Части связи:
- 67-й отдельный ордена Красной Звезды[7]полк связи